# ディメンテッド・アー・ゴー
ディメンテッド・アー・ゴー（Demented Are Go!）は、1982年頃ウェールズのカーディフで結成されたサイコビリー・バンド。
パンクとロカビリーをミックスしたその音楽性は、サイコビリー・シーンに非常に影響を与えた。バンド名の由来は「Demon teds are go!」というフレーズで、テレビ番組『サンダーバード』の「Thunderbirds are go!」というフレーズを変えたものである。

## 概要
ウェールズのカーディフ近郊で結成。当初、マーク・"スパーキー"・フィリップスがドラム、アント・トーマスがボーカル、リチャード・ジョーンズがベース、スティーヴ・ジョーダンがギターを担当していた。ジョーンズの赤い髪とジョーダンの革パンツがトレードマークとなる。1983年初頭、ベテラン・ミュージシャンであるディック・トーマスがバンドに参加し、メンバーの入れ替えを開始（トーマスがドラムへ、フィリップスがボーカルへ転向）。6週間のリハーサルの後、バンド最初のライブはペンアルスのシー・ライオンで行われたアナーキスト・バンドのイベントだった。

### 最初の音源
1984年のコンピレーション・アルバム『Hell's Bent On Rockin』に収録用の2曲をレコーディング。この時点でジョーンズとジョーダンは、エド・フレミングとギャヴィン・エヴァンスに交代された。これらの音源は、ヴィレッジ・ウェイ・レコーディングにてポール・"ドク"・スチュワートとの共同プロデュース&エンジニアリングであった。

## 経歴
1986年、ファースト・アルバム『In Sickness & In Health』をIDレコードから発表、レイ・トンプソンをベースに迎えて24時間以内という早さで録音された。 
同年、バンドはロンドンに移り、メンバーは通常の仕事に就く。バンドの方向性にフラストレーションを感じていたディックは1987年に脱退。その後、新しいダブルベース奏者としてグレーム・グラントを、ディックの後任として"レックス"・ルーサー・テイラーを雇った。
1988年にセカンド・アルバム『Kicked Out of Hell』がイギリス国内と海外のインディー・チャートで高ランキングを獲得し、ヨーロッパ・ツアーを開始した。この時点で、ボーカルのフィリップスは、LSDやアルコールの依存症を患っていた。グレームとルーサーは1989年末にバンドを脱退したが、その後すぐにバンドに戻った。

### フィリップスの逮捕
1999年、ライブで訪れていたアメリカ合衆国ニュージャージー州のホテルで、薬物摂取により頭が錯乱し、ライブ会場周囲の森林に火をつけだした。サウンドチェックの後、メンバーは近くのショッピングモールを訪問し、そこでフィリップスは若い女性の尻を触り、痴漢罪で起訴される。メンバーは60000ドルの保釈金を支払うことができず、フィリップスをアメリカに残したまま、メンバーはイギリスへと戻った。1ヶ月の懲役刑、100ドルの罰金を支払った後、フィリップスはイギリスに戻り、バンド活動を再開している。

## ディスコグラフィ

### アルバム
- 『イン・シックネス&イン・ヘルス』 - In Sickness & In Health (1986年、ID)
- 『キックド・アウト・オブ・ヘル』 - Kicked Out of Hell (1988年、ID)
- 『THE DAY THE EARTH SPAT BLOOD』 - The Day the Earth Spat Blood (1989年、Link)
- 『オーガズミック・ナイトメア』 - Orgasmic Nightmare (1991年、Fury)
- 『地獄の狂宴』 - Tangenital Madness on a Pleasant Side of Hell (1993年、Fury)
- Hellucifernation (1999年、Crazy Love)
- 『ヘルビリー・ストーム』 - Hellbilly Storm (2005年、People Like You)
- Welcome back to Insanity Hall (2012年、People Like You)